# Chaim Weizmann

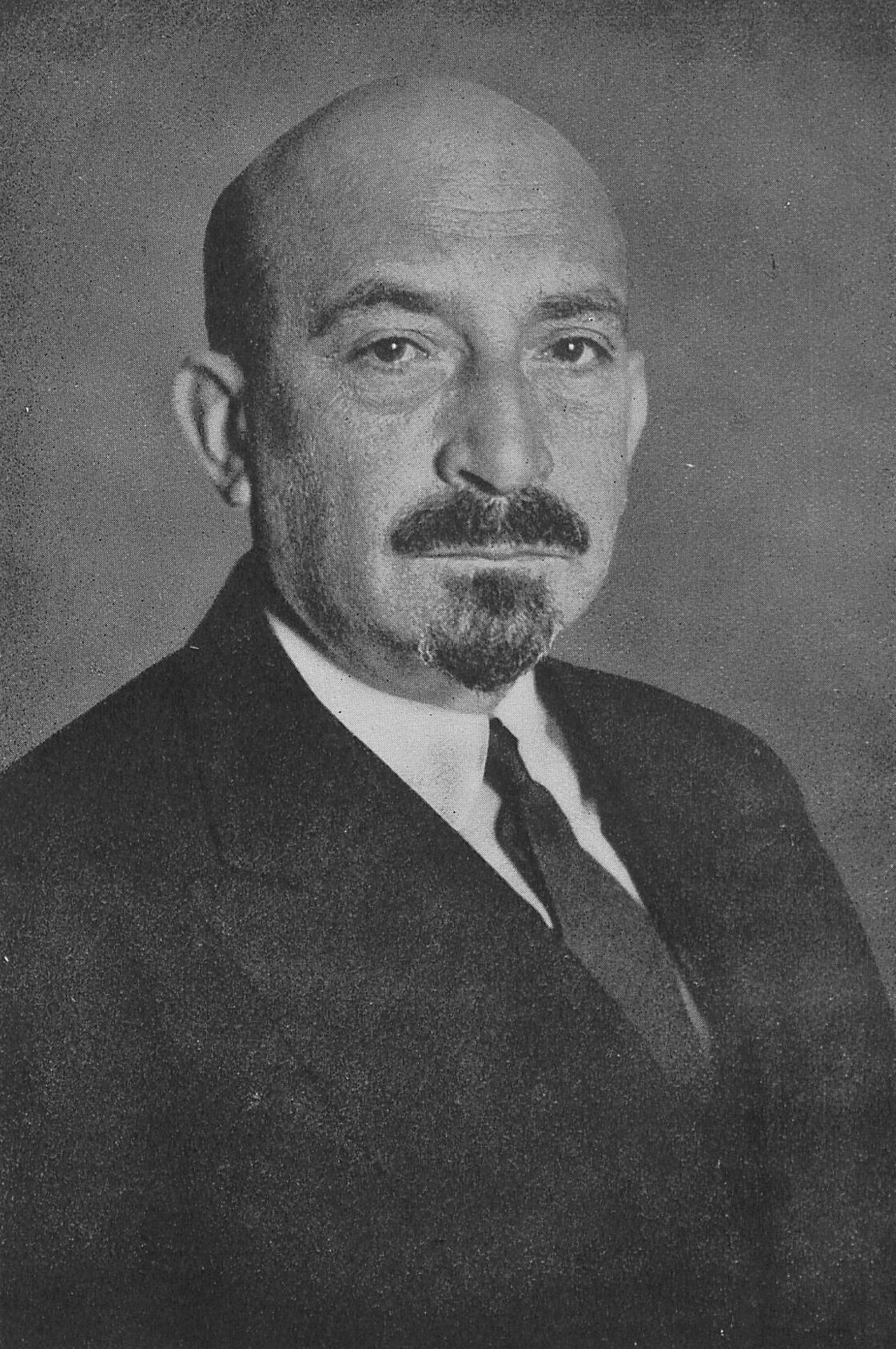
Chaim Weizmann (vor 1926)

Chaim Weizmann (hebräisch חיים ווייצמן; auch Chaijim Weizmann oder Haim Weizmann; geboren am 27. November 1874 in Motal bei Pinsk, heute Belarus; gestorben am 9. November 1952 in Rechovot, Israel) war Chemiker,  Präsident der Zionistischen Weltorganisation, israelischer Politiker und zionistischer Führer sowie von 1949 bis zu seinem Tod erster israelischer Staatspräsident.

## Leben
Chaim Weizmann wurde als Sohn des Holzhändlers Oizer bzw. Oser Weizmann geboren. Nach Cheder und Gymnasium (in Pinsk) studierte Weizmann ab 1892 in Darmstadt an der Technischen Hochschule. Zusätzlich unterrichtete er bis 1893 an der jüdischen Schule in Pfungstadt. Ab 1894 studierte er an der Königlichen Technischen Hochschule zu Berlin in Charlottenburg Chemie. Er wurde Mitglied des Russisch-jüdischen wissenschaftlichen Vereins Berlin, einer jüdischen Studentenverbindung. Zu seinen akademischen Lehrern gehörten in Berlin die Chemiker Carl Liebermann und Augustyn Bistrzycki. Diese untersuchten speziell polyzyklische Aromate, die in der Farbindustrie von Interesse waren. 1897 ging Weizmann, Bistrzycki folgend, ins schweizerische Freiburg, wo er 1899 mit der Note summa cum laude promoviert wurde. Die Dissertation hatte den Titel 1. Elektrolytische Reduktion von 1-Nitroanthrachinon. 2. Über die Kondensaton von Phenanthrenchinon und 1-Nitroanth mit einigen Phenolen. In der Schweiz warb er unter jüdischen Studentinnen und Studenten aus dem Russischen Kaiserreich für den Zionismus und gründete zionistische Vereine in Bern, Lausanne und Genf sowie den Jüdischen Verlag.
Bereits 1901 lehrte er als Privatdozent für Biochemie an der Universität Genf (als Kollege von Karl Graebe). Seine dort entwickelten Patente für Naphthacen-Chinone verkaufte er gewinnbringend an die deutsche und französische Farbenindustrie. Auch wegen besserer Wirkungsmöglichkeiten für sein zionistisches Anliegen zog er nach England, wo er zunächst an der Universität Manchester studierte und schon ein Jahr darauf von William Henry Perkin Jr. zum Research Fellow in der Chemieabteilung ernannt wurde. 1907 wurde er Senior Lecturer in Biochemie. Zu seinen Forschungen über neue Farbstoffe kamen ab 1909 Forschungen in der Biochemie hinzu (Synthese verschiedener natürlich vorkommender Peptide) und später über das photochemische Verhalten von Aminosäuren, Proteinen und Ketonen.
1906 heiratete er die Ärztin Vera Chazmann. Das Paar hatte zwei Söhne. Der jüngere Sohn Michael war während des Zweiten Weltkrieges als Pilot in der Royal Air Force im Einsatz und wurde über dem Golf von Biskaya abgeschossen.

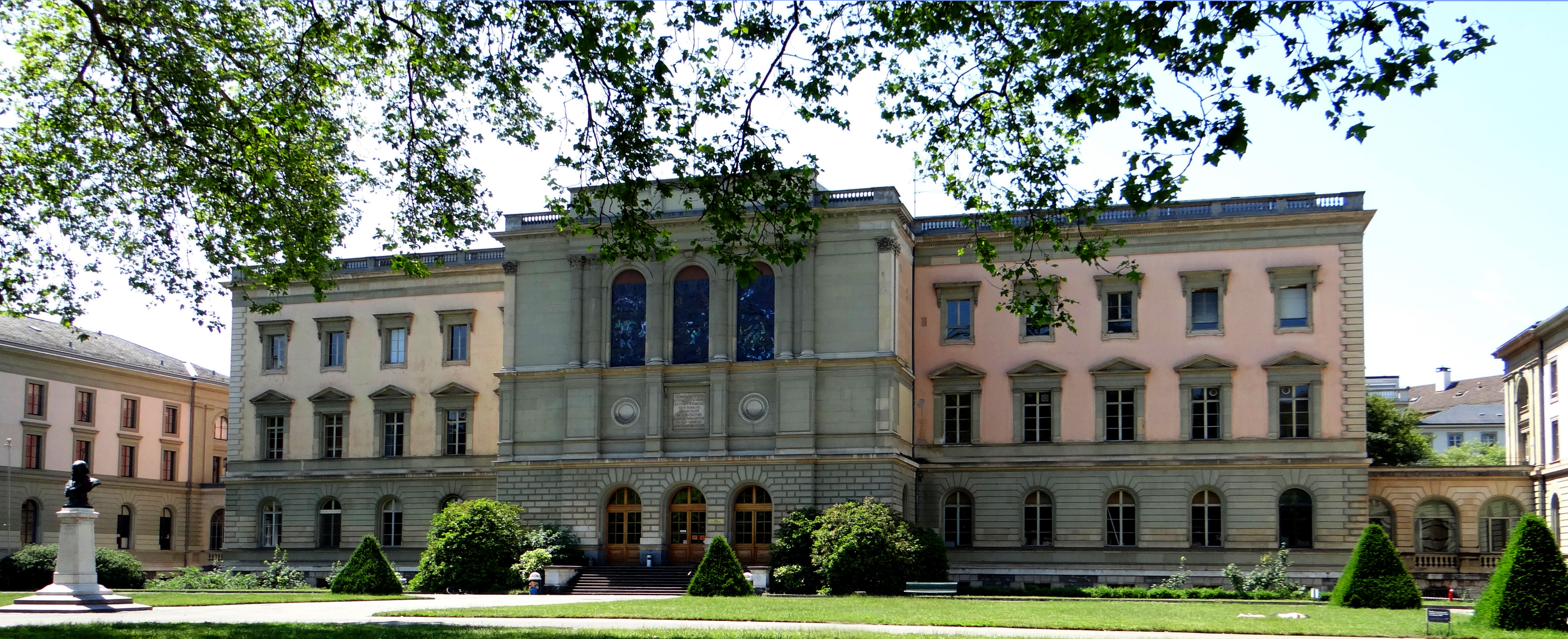
Universität Genf, erste akademische Heimstätte als Dozent der Biochemie

1910 wurde Chaim Weizmann britischer Staatsbürger und während des Ersten Weltkriegs war er Direktor der Munitionslabors der Königlich Britischen Admiralität von 1916 bis 1919. Er wurde berühmt, weil er eine neue enzymatische Synthese für Aceton entwickelte, die Aceton-Butanol-Gärung durch das Bakterium Clostridium acetobutylicum. Die Verfügbarkeit von Aceton, das für die Herstellung des rauchlosen Schießpulvers Kordit notwendig ist, war für den Erfolg der Alliierten entscheidend. Für diese Arbeiten hielt er einige wichtige Patente. Die Anwendung von Clostridium für die Aceton-Herstellung entwickelte er allerdings schon 1912, als er Fermentationsreaktionen zum Beispiel für die Herstellung synthetischen Gummis untersuchte (Herstellung von 3-Methyl-1-butanol als Vorläufer von Isopren). 1919 verließ er den britischen Staatsdienst.
Weizmann war mit seiner Aceton-Herstellung im Ersten Weltkrieg und davor ein Pionier der mikrobiologischen Produktionsverfahren in der industriellen Chemie. Auch nach dem Krieg wurde damit in vielen Fabriken Aceton hergestellt und das ebenfalls dabei anfallende Butanol war als Bestandteil von Autolack begehrt.
Neben seinem Studium interessierte sich Weizmann schon früh für die vor allem von Theodor Herzl in seiner Schrift Der Judenstaat entwickelte Idee des Zionismus. Auch wenn er den ersten Zionistenkongress 1897 in Basel noch versäumte, setzte er sich nun zunehmend für die Idee eines eigenen jüdischen Staates ein. In Begleitung von Jehoschua Hankin reiste Weizmann im September 1907 drei Wochen durch Palästina und besichtigte jüdische Siedlungen. Bis 1908 war Weizmann nun vor allem darin engagiert, die beiden Spielarten des Zionismus zu vereinen: Gegen den Ugandaplan und ähnliche Überlegungen, die sich auf Argentinien oder Südafrika bezogen, setzte sich Weizmann für Palästina als jenes Gebiet ein, auf dem der jüdische Staat verwirklicht werden sollte. Dass aber ein Staat und nicht nur eine Kulturgemeinschaft auf diesem Gebiet entstehen solle, war die zweite Forderung Weizmanns. Die Synthese aus dem Politischen Zionismus, der den Staatsgedanken präferierte, und dem Praktischen Zionismus, der die Palästinabesiedelung bevorzugte, einte erstmals die Bewegung und wurde so einer der größten Erfolge Weizmanns, zu dem außenpolitisch der Erfolg der Balfour-Deklaration von 1917 kam. Auch Nachum Sokolow hatte Anteil daran. Daneben unterstützte Weizmann den Bau jüdischer Siedlungen in Palästina.

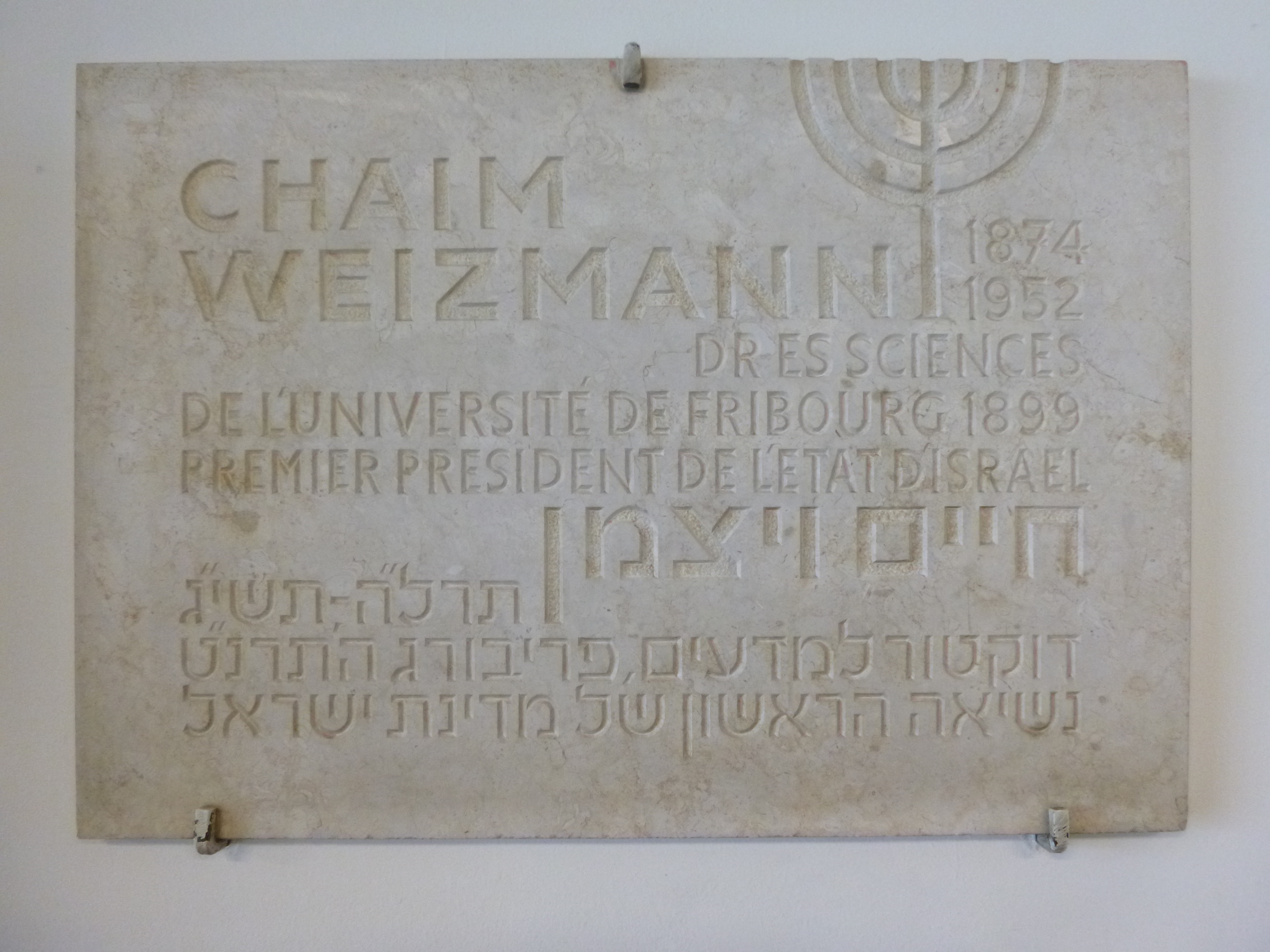
Gedenktafel in der Aula Magna der Universität Freiburg (Schweiz)

Ab Herbst 1914 unterhielt Weizmann gute Beziehungen zu  C. P. Scott, dem Herausgeber des Manchester Guardian. Während seiner Reise durch die osmanischen Gebiete in Händen der Entente-Streitkräfte und ihrer Verbündeten zwischen Anfang April und September 1918 suchte Weizmann am 3. April 1918 mit einer Delegation Edmund Allenby in seinem Hauptquartier in Bir Salem auf, um nach drei Tagen des Antichambrierens Palästina als Staat für das jüdische Volk zu fordern. Allenby erwiderte leise, dass seine Aufgabe Kriegführung und Eroberung sei, für Politik und Staatsgeschäfte sei London zuständig. Am 4. Juni des Jahres traf Weizmann Faisal in seinem Heerlager im Sandschak Maʿan im Süden des osmanischen Vilâyets Syrien (im heutigen Jordanien), wo beide Chancen der Zusammenarbeit der arabischen und jüdischen Nationalbewegungen besprachen.

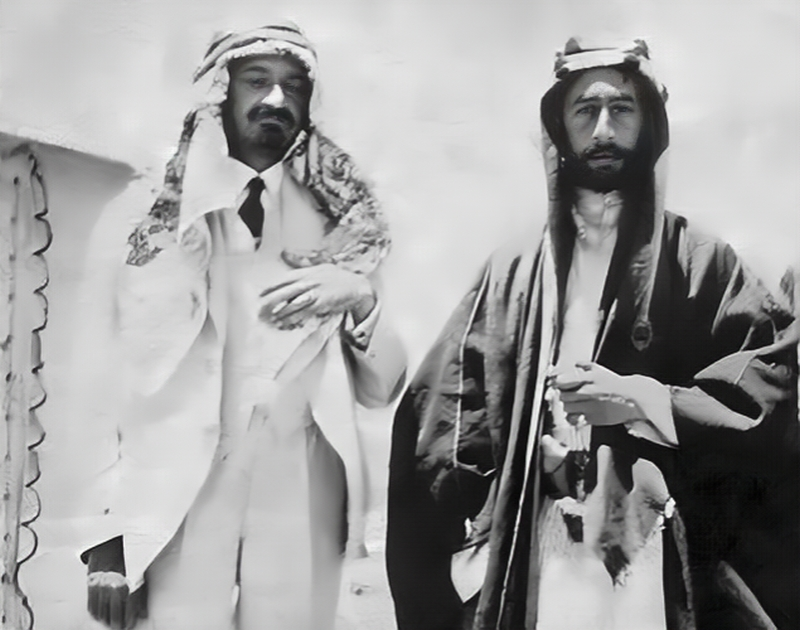
Chaim Weizmann (links) und Emir Faisal am 4. Juni 1918 im Süden des osmanischen Syrien

Bei der Pariser Friedenskonferenz unterzeichnete er als Leiter der zionistischen Delegation am 3. Januar 1919 gemeinsam mit dem Emir Faisal das Faisal-Weizmann-Abkommen, in dem die Stärkung der jüdischen Einwanderung nach Palästina und die muslimische Kontrolle über die muslimischen heiligen Stätten vereinbart wurde. Aufgrund der weiteren Entwicklung in Palästina trat es jedoch nicht in Kraft. 1922 traf er sich in London mit Abdallah ibn Husain I.

1921 wurde Weizmann Präsident der Zionistischen Weltorganisation (WZO), was er mit Unterbrechung zwischen 1931 und 1935 bis 1946 blieb. Hilfe bei der Organisation bekam Weizmann durch den Prager Publizisten und engen Kafka-Freund Felix Weltsch, welcher jahrelang die Zeitung der Zionistenkongresse mitgestaltete. 1929 wurde Weizmann zeitweise auch zum Präsidenten der Jewish Agency gewählt. Zwei Jahre später übertrug man ihm auch das Amt der Zionistischen Föderation von Großbritannien.

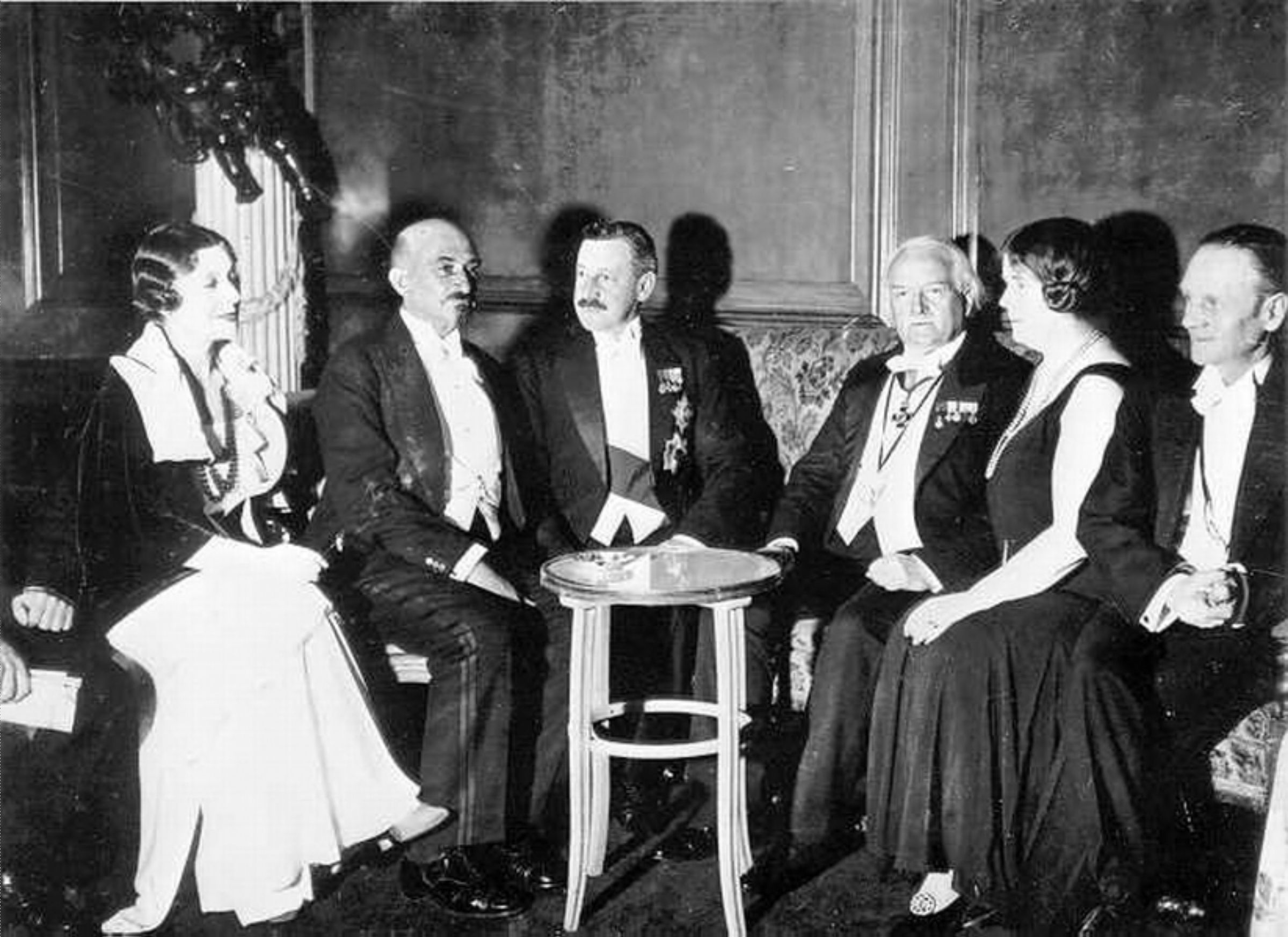
Vera und Chaim Weizmann, Herbert Samuel, Lloyd George und Ethel und Philip Snowden

Zwischen 1931 und 1935 widmete er sich wieder mehr seiner Forschung. Nachdem Weizmann schon 1922 das Churchill-Weißbuch zur geopolitischen Regelung des Nahen Ostens nur widerwillig hingenommen und 1930 wegen des Passfield-Weißbuches zurückgetreten war, bekämpfte er nun ab 1939 das MacDonald-Weißbuch, das die in der Balfour-Deklaration gegebenen Zusagen nahezu vollständig zurücknahm. In den folgenden Jahren war Weizmann so im Dienste der zionistischen Sache vor allem in Großbritannien und den USA diplomatisch tätig. Im Februar 1934 hatte er eines von mehreren Gesprächen mit Benito Mussolini. Mussolini sagte ihm, er wünsche „Kantone“ für Juden und Araber in Palästina. Weizmann traf sich mit dem späteren US-Präsidenten Harry S. Truman, um auch seine Unterstützung zu gewinnen. Zwei Tage vor dem deutschen Überfall auf Polen, am 29. August 1939, erging ein weiteres Angebot an das Auswärtige Amt in London. Chaim Weizmann schrieb an den britischen Premier Neville Chamberlain:

„Ich wünsche in nachdrücklichster Form die Erklärung abzugeben, daß wir Juden an der Seite Großbritanniens stehen und für die Demokratie kämpfen werden. Aus diesem Grunde stellen wir uns in den kleinsten und größten Dingen unter die zusammenfassende Leitung der britischen Regierung. Die jüdische Vertretung ist bereit, in sofortige Abkommen einzutreten, um alle menschlich-jüdische Kraft, ihre Technik, ihre Hilfsmittel und alle Fähigkeiten nützlich einzusetzen.“

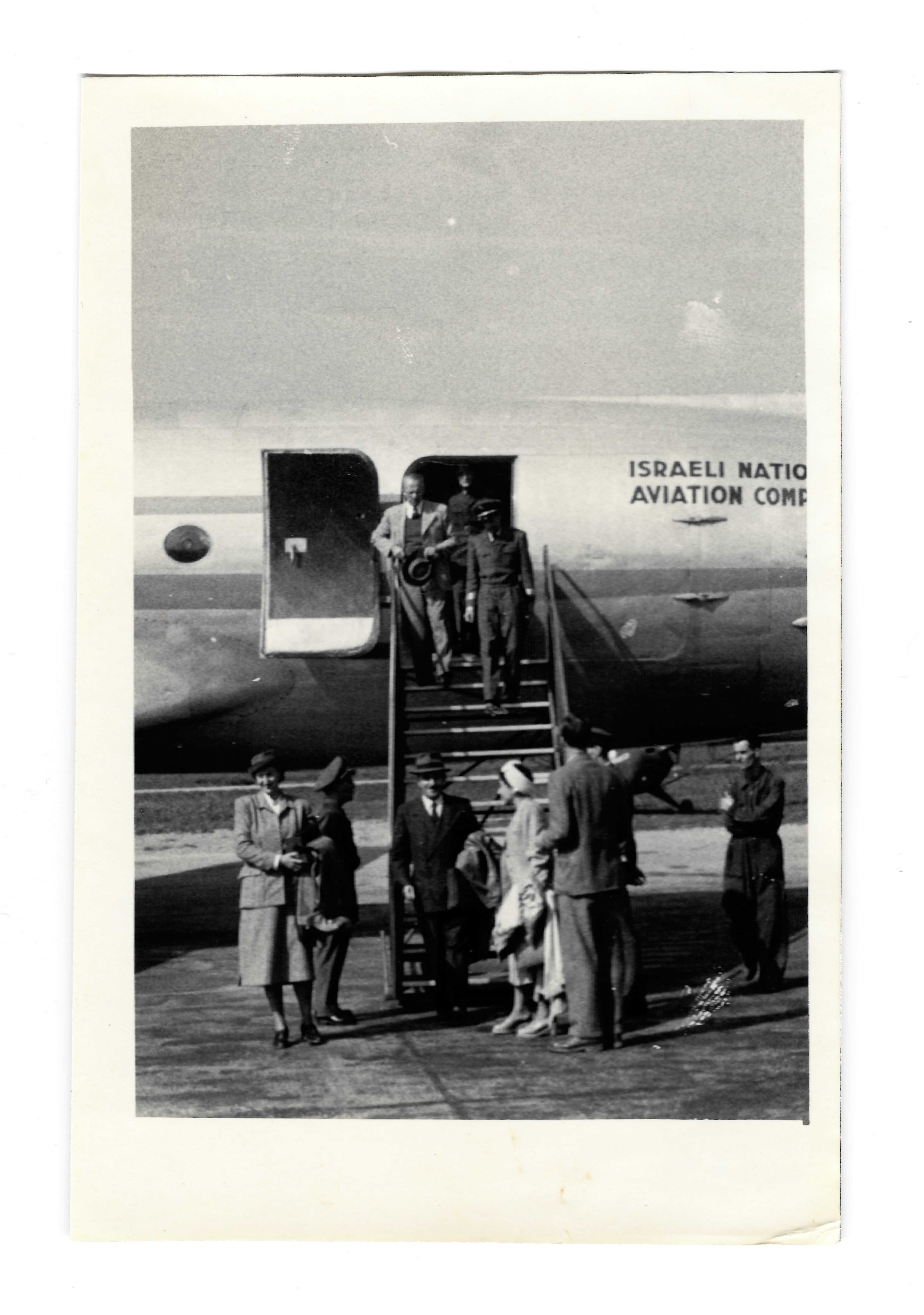
Chaim Weizmann steigt aus dem Flugzeug, Erstflug der ElAl von Genf nach Tel Aviv (September 1948)

Während des Zweiten Weltkrieges war Weizmann Berater des britischen Versorgungsministeriums. Er forschte auf den Gebieten künstlichen Gummis und hochverdichteten Benzins, da die alliierten Rohstoffquellen für Gummi während der japanischen Besetzung weitestgehend versiegt waren.
Als 1945 die britische Labour Party an die Macht gelangte und ihre in der Zeit vor dem Wahlsieg verkündete prozionistische Politik nicht umsetzte, wurde auch Weizmanns Dialog mit der britischen Regierung hinterfragt. 1946 wählte ihn der 22. Kongress der WZO nicht wieder.
Die Nakam-Männer Joseph Harmatz und Abba Kovner behaupteten in Interviews, dass Weizmann sie im Sommer 1945 bei ihrem Plan unterstützt habe, circa 22.500 in deutschen Kriegsgefangenenlagern internierte SS-Angehörige mit Arsen zu vergiften. Die Unterstützung Weizmanns für den Vergiftungsplan wird vom Historiker Tom Segev bezweifelt.

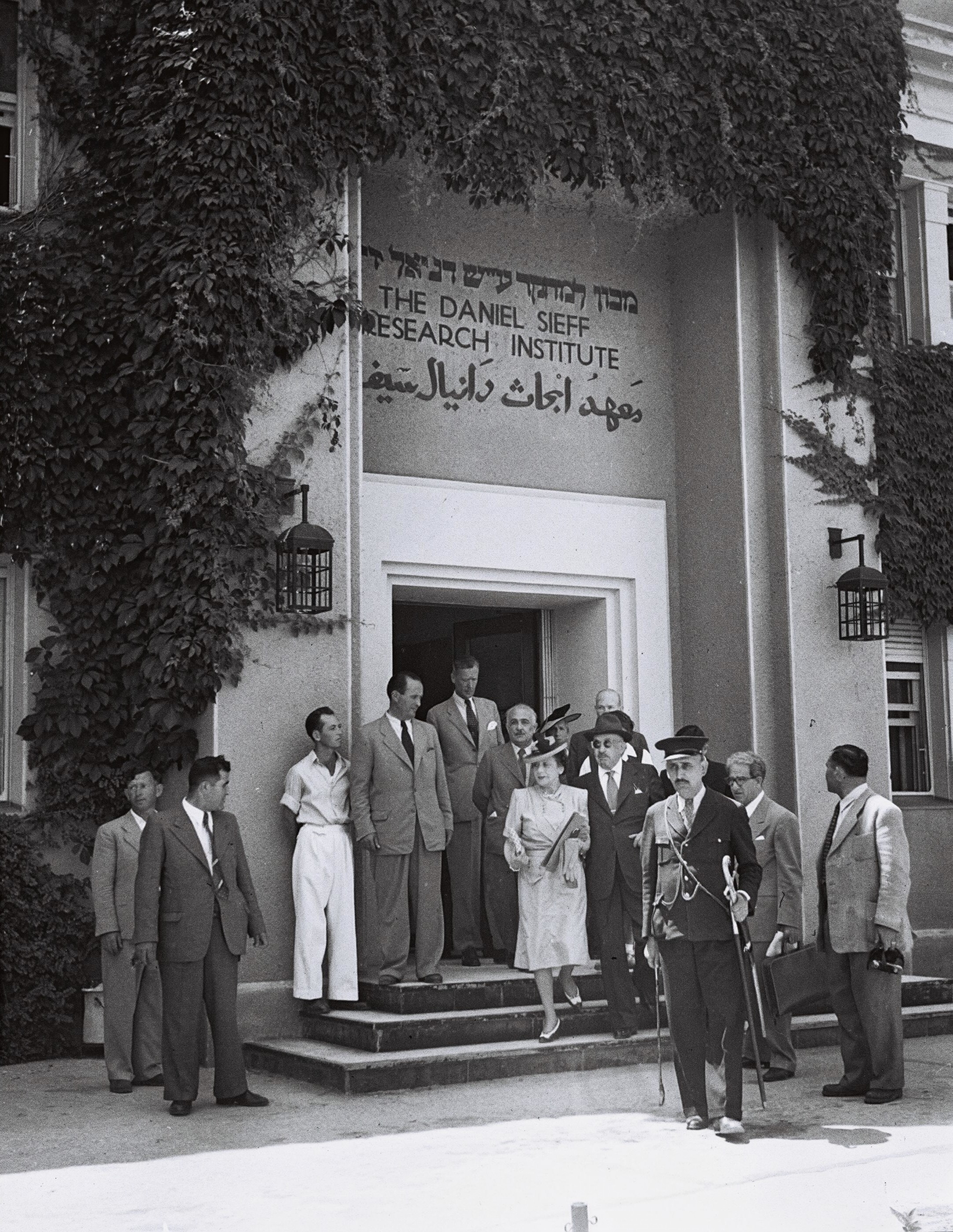
Eheleute Weizmann bei der Feier zur Umbenennung des Weizmann Instituts für Wissenschaften in Rechovot (1949)

Nach dem Zweiten Weltkrieg setzte sich Weizmann anfangs für die Teilung Palästinas in einen jüdischen und einen arabischen Staat ein, wie es in der Resolution 181 der UN-Generalversammlung vorgesehen war. 1948 verließen die Briten Palästina. Gegen den massiven Widerstand der arabischen Bevölkerung Palästinas und der Nachbarstaaten wurde am 14. Mai die israelische Unabhängigkeitserklärung proklamiert. Am 17. Mai 1948 wurde Weizmann Präsident des Provisorischen Staatsrates. Am 16. Februar 1949 wählte die verfassungsgebende Versammlung Weizmann zum ersten Präsidenten des Staates. Premierminister und Verteidigungsminister wurde David Ben-Gurion. 1949 wurde Weizmann in die American Academy of Arts and Sciences gewählt. Im November 1951 wurde der bereits schwer herzkranke Weizmann noch einmal wiedergewählt.
Weizmann, der sich mit dem Physiker Albert Einstein und anderen schon 1918 als Mitbegründer für die Hebräische Universität von Jerusalem zusammen mit Hugo Bergman eingesetzt hatte und deren Präsident er zwischen 1932 und 1952 war, gründete und leitete an seinem Wohnort Rechovot ein Forschungsinstitut, das als Weizmann-Institut international bekannt wurde (damals noch bei der Gründung 1934 auf Wunsch der Stifterfamilie Sieff Daniel Sieff Institut genannt) und eine große Bedeutung für die Entwicklung der Naturwissenschaften, Mathematik und Informatik in Israel hatte. Für die Gründung konnte er noch die Unterstützung des Nobelpreisträgers Fritz Haber gewinnen, mit dem es auch in dessen letzten Jahren zu einer Annäherung ihrer früher entgegengesetzten Positionen zum Zionismus kam. Im Institut befindet sich auch das Weizmann-Archiv mit seinem Nachlass.
Mit der Gründung des Weizmann-Instituts 1934 nahm Weizmann in Rechowot und London seine chemische Forschung wieder auf, diesmal für die kommerzielle organische Synthese aus leicht zugänglichen Produkten der Ölindustrie und Landwirtschaft, dem wirtschaftlichen Entwicklungsstand und den Möglichkeiten in Palästina entsprechend. Er entwickelte Cracking-Methoden für Erdöl und entwickelte für die Zerlegungsprodukte Synthesemöglichkeiten ähnlich denen in seiner Anfangszeit bei der Farbindustrie, wo noch Steinkohlenteer als Basis diente. Auch Pharmaka wurden am Weizmann-Institut entwickelt, als der Nachschub aus Deutschland aufgrund des Zweiten Weltkriegs einbrach. Nachdem er 1949 Präsident von Israel geworden war, gab er die Forschung wieder weitgehend auf. Von ihm stammen 102 wissenschaftliche Veröffentlichungen und rund 100 Patente.
Chaim Weizmann starb am 9. November 1952 und wurde im Garten seines Hauses – heute Teil des Weizmann-Institutes – beigesetzt.
Sein Neffe Ezer Weizman (1924–2005) war von 1993 bis 2000 siebter Präsident Israels. Er war zuerst Mitglied des Likud, wechselte jedoch später zur sozialdemokratischen Arbeitspartei.

## Trivia
Weizmann besaß eine gewisse äußere Ähnlichkeit mit Lenin, was Anfang des 20. Jahrhunderts insbesondere in Deutschland, der Schweiz und Italien zu entsprechenden Verwechslungen und resultierenden, polizeilichen Überwachungsmaßnahmen führte. Dieses erfolgte vor dem Hintergrund, dass sich Lenin tatsächlich in dieser Zeit des Öfteren – ebenso wie Weizmann – in diesem Raum aufhielt.

## Schriften
- Trial and Error. The Autobiography of Chaim Weizmann. Zusammen mit Maurice Samuel. Hamilton, London 1949[17]
  - Deutsche Ausgabe: Memoiren. Das Werden des Staates Israel. Aus dem Englischen übersetzt von Thea-Maria Lenz. Toth, Hamburg 1951
- Leonard Stein u. a. (Hrsg.): The Letters and Papers of Chaim Weizmann, Oxford UP, Israel Universities Press (Jerusalem), Transaction Books (Rutgers University), 23 Bände, 1968 bis 1980[18]